# Otto Furrer
Pour les articles homonymes, voir Furrer.
Otto Furrer, né le 19 octobre 1903 à Zermatt et décédé le 26 juillet 1951 dans un accident au Cervin, était un skieur alpin, fondeur, patrouilleur militaire et guide de haute montagne suisse.
Au cours de sa carrière sportive, Otto Furrer a remporté en tant que skieur alpin cinq médailles au cours des championnats du monde entre 1931 et 1933 dont une d'or en combiné aux championnats du monde de 1932 à Cortina d'Ampezzo, ainsi que le Kandahar à trois reprises qui lui permit d'avoir le K de diamant, par ailleurs il a participé aux Jeux olympiques d'hiver et a remporté une médaille de bronze cette fois-ci dans la discipline de la patrouille militaire (qui deviendra le biathlon plus tard) lors des Jeux olympiques de 1928 à Saint-Moritz.

## Jeux olympiques
- Jeux olympiques de 1928 à Saint-Moritz  :
  -  Médaille de bronze en patrouille militaire (sport de démonstration)

## Championnats du monde
| Épreuve / Édition               | Descente | Slalom      | Combiné                          |
| ------------------------------- | -------- | ----------- | -------------------------------- |
| Mondiaux 1931 Mürren            | Argent   | Non partant | Épreuve inexistante à cette date |
| Mondiaux 1932 Cortina d'Ampezzo | Bronze   | Argent      | Or                               |
| Mondiaux 1933 Innsbruck         | 5e       | 4e          | Bronze                           |
| Mondiaux 1935 Mürren            | 12e      | 6e          | 7e                               |

## Arlberg-Kandahar
- K de diamant
- Vainqueur du Kandahar 1931 à Mürren, 1932 à Sankt Anton et 1934 à Sankt Anton
  - Vainqueur des descentes 1931 à Mürren, 1932 à Sankt Anton et 1934 à Sankt Anton
  - Vainqueur des slaloms 1932 à Sankt Anton et 1934 à Sankt Anton